# Sophia (gruppo musicale svedese)
Sophia è un progetto musicale appartenente al genere Martial Industrial dello svedese Peter Bjärgö.

## Storia
Il fondatore e mente degli Arcana concepisce questo suo progetto parallelo nel 2000, per dare libero sfogo alla sua creatività ed alla sua voglia di sperimentare in musica.
La musica dei Sophia è caratterizzata da una notevole componente Neoclassical e post industrial unite ad un utilizzo "marziale" delle percussioni.
Nonostante Sophia fosse stato pensato inizialmente come una one-man-band (a parte alcune iniziali collaborazioni da parte della moglie Cecilia Bjärgö e di Per Åhlund), successivamente, con l'uscita di Deconstruction of the World nel 2004, il tastierista Stefan Eriksson, già membro degli Arcana, si unisce al progetto.
Sigillvm Militvm, inizialmente pensato per performance live, è basato sul tema dei templari. Con Herbstwerk, Peter unisce la musica classica a contaminazioni industrial per trasmettere le sue sensazioni riguardo alle ingiustizie presenti nella nostra società. Spite, tratta il tema della misantropia crescente, ma anche delle violenze sugli animali, sulle problematiche della fame nel mondo e sull'avidità dell'uomo contemporaneo. La tematica sulle violenze e sulle crudeltà verso gli animali viene ripresa anche in Deconstruction of the World, che diventa anche un terreno di prova per sperimentare il lavoro a due con Stefan Eriksson.

## Discografia
| Anno | Titolo                                         | Formato, Etichetta e Note            |
| ---- | ---------------------------------------------- | ------------------------------------ |
| 2000 | Sigillvm Militvm                               | 10 tracce CD / Cold Meat Industry.   |
| 2001 | Herbstwerk                                     | 8 tracce CD / Cold Meat Industry.    |
| 2001 | Aus der Welt                                   | 4 tracce CD / Erebus Odora.          |
| 2001 | Death, Dumb and Blind                          | 2 tracce CD EP/ Erebus Odora.        |
| 2002 | Spite                                          | 8 tracce CD / Cold Meat Industry.    |
| 2002 | The Seduction of Madness                       | 2 tracce CD EP / Cold Meat Industry. |
| 2004 | Deconstruction of the World                    | 11 tracce CD / Cyclic Law.           |
| 2010 | The Collective Works 2000 - 2003 (compilation) | 4 CD / Cyclic Law.                   |